# Киртланд (Њу Мексико)
Киртланд (енгл. Kirtland) насељено је место без административног статуса у америчкој савезној држави Њу Мексико.

## Демографија
По попису из 2010. године број становника је 7.875, што је 1.685 (27,2%) становника више него 2000. године.
| Група             | 2000.         | 2010.         |
| Белци             | 2.482 (40,1%) | 2.694 (34,2%) |
| Афроамериканци    | 12 (0,2%)     | 33 (0,4%)     |
| Азијати           | 15 (0,2%)     | 21 (0,3%)     |
| Хиспаноамериканци | 585 (9,5%)    | 887 (11,3%)   |
| Укупно            | 6.190         | 7.875         |